# 埃尔伍德·詹森
埃尔伍德·詹森（英語：Elwood Vernon Jensen，1920年1月13日—2012年12月16日），美国医学家，辛辛那提大学医学院Vontz分子生物学研究中心乔治和伊丽莎白癌症研究主席。在2004年，他因对雌激素受体的研究获得了拉斯克基础医学研究奖。詹森出生在北達科他州的法戈，1940年在威腾堡大学获学士学位，1944年从芝加哥大学获有机化学博士学位。从1947年起詹森在芝加哥研究类固醇激素，在那里他分离出雌激素受体，在乳腺癌中发现了它们的重要性。

## 榮譽
- 2004年，阿尔伯特·拉斯克基础医学研究奖[2]。
- 2005年，雅典大學名譽博士。